# Malîkivșciîna, Șîșakî
Malîkivșciîna (în ucraineană Маликівщина) este un sat în comuna Hoholeve din raionul Șîșakî, regiunea Poltava, Ucraina.

## Demografie
Componența lingvistică a localității Malîkivșciîna
     Ucraineană (100%)
Conform recensământului din 2001, toată populația localității Malîkivșciîna era vorbitoare de ucraineană (100%).